# Ахундов Мірза Фаталі
Ахундов Мірза Фаталі (азерб. Mirzə Fətəli Məhəmmədtağı oğlu Axundov (Axundzadə), повне Мірза Фет-Алі бек Мухаммед-Тагі огли Ахундов (Ахундзаде); 12 липня 1812 — 10 березня 1878) — видатний азербайджанський мислитель, філософ, письменник і громадський діяч.

## Біографія
Народився 30 червня 1812 року в м.Шекі у родині великого ахунда. 1814 року сімейство переїжджає до села Хамне поблизу Тебриза (Іран). 1819 року мати розлучилася з чоловіком і разом із сином повернулася в Шекі до дядька Гаджі-Алескера, який став хлопчикові «другим батьком». Він навчав того Корану, арабській та перській мовам, а також середньовічним східним наукам. Вирушивши до святої Мекки, Гаджі-Алескер залишив Мірзу-Фаталі у Гянджі вченому Моллі Гусейнові, який став викладати майбутньому письменнику арабську логіку та інші дисципліни. Серед викладачів медресе, де 1832 року вчився Ахундов, був азербайджанський поет Мірза Шафі Вазех, який познайомив учня з західною світською науковою думкою. Не побачивши в молодому Ахундові зрілого розуму, належної переконаності у вірі та цілковитої щирості, Вазех відмовив його робити релігійну кар'єру. Пізніше Ахундов так згадував діалог з учителем: «Одного разу він спитав мене: „Яку мету переслідуєш ти вивченням наук?“ Я йому відповів, що хочу бути моллою. Тоді він сказав: „Невже й ти хочеш стати лицеміром та шарлатаном?.. Не витрачай даремно свого життя серед цієї черні. Знайди собі інше заняття“».
Після повернення Гаджі-Алескера, 1833 року Ахундов вступає до казенного училища, а за рік переїжджає у Тифліс, де починає державну службу в канцелярії Головноуправляючого цивільною, а згодом і військовою частиною Кавказу як перекладач східних мов, де він прослужив до кінця життя.
Ахундов критикував усі релігії, особливо догми ісламу, канони мусульманської віри. Він вважав, що будь-яка релігія — це «абсурд і вигадка», котрі є головною першкодою в розвитку і поширенні освіти, науки й культури. Ахундов відкидав ідею про Бога як першопричину світу, джерело буття Всесвіту, дотримуючись точки зору, що буття Всесвіту «…в своєму походженні не потребує жодного іншого буття і є єдине, ціле, могутнє, досконале, всеохопне створіння, джерело безлічі незчисленних різноманітних часток Всесвіту відносно їх субстанцій…»
Очевидно, він украй жорстко і суб'єктивно критикував іслам, ображаючи релігійні почуття сина Рашида і дружини Тубу-ханум, яка у певний момент виступила проти його атеїзму. Через ворожість М.-Ф. Ахундова до ісламу чинилися перешкоди його похованню на мусульманському кладовищі у Тифлісі. Окрім Рашида, Ахундов мав ще одного сина — Аділбека та двох дочок — Сейру і Нісу-ханум.
Письменник був одним із попередників іранського націоналізму. Як зазначає Т.Свентоховський, Ахундов «поєднував ширшу іранську ідентичність з ідентичністю азербайджанською, вживаючи термін „ветен“ (вітчизна) — для позначення обох країн. З цією ідеєю Ірану як „вітчизни вітчизн“ він став найважливішою фігурою літературного відродження — процесу, який, за іронією історії, провадив до визволення азербайджанців у Російській імперії від іранського культурного домінування, що тривало століттями. Ця „деіранізація“ знайшла певну підтримку в російській владі, яка прагнула послабити ідентифікацію азербайджанців з Іраном». Згодом ідеї Ахундова набули нової ваги у боротьбі проти влади вже Російської імперії.
1873 р. на основі латинської та кириличної абеток Ахундов склав абетку, що цілковито замінювала силабічну арабську і була прилаштована до фонетичних особливостей азербайджанської мови. Втім, ідея алфавітної реформи не була сприйнята ні в азербайджанських колах, ані в іранських (на теренах Персії, подібно до нинішнього Ірану, мешкало чимало азербайджанців). Цю далекоглядну ідею тимчасово втілили у 1920-х роках (1927–1939 роки до переходу на кирилицю), а пізніше поновили після здобуття Азербайджаном державної незалежності.
Як державний службовець, Ахундов мав такі здобутки:
- 1 листопада 1834 — Головноуправляючий у Грузії генерал-ад'ютант, барон Г. В. Розен призначив його тимчасово «як добре навченого мовам арабській, перській, турецькій і татарській… для занять по Цивільній канцелярії Його Величності у допомогу штатним перекладачам».
- 1837 перебував при Г. В. Розені в Абхазькій експедиції. Брав участь у висадці десанта на мис Адлер.
- 1840 за приписом Тифліського військового губернатора відряджений до Гурії, як перекладач при Генерального штабу капітані Немировичі-Данченку, для визначення спільно з османським комісаром демаркаційного кордону з боку Османської імперії. 15 грудня того ж року Ахундов був затверджений штатним письмовим перекладачем східних мов Установи для управління Закавказьким краєм.
- 2 лютого 1842 Головноуправляючий Закавказьким краєм генерал Головін відрядив його разом із капітаном Путятіним до Астрабадської протоки для припинення набігів туркменських племен на перські провінції Астрабад і Мазендеран. За відмінно-старанну службу 2 жовтня того ж року був призначений прапорщиком.
- Маючи кілька нагород, зокрема орден Лева і Сонця, 1 березня 1846 року Ахундов був переведений письмовим перекладачем до Канцелярії намісника кавказького. 30 червня того ж року, «за відмінно-старанну службу», зроблений підпоручиком, а 26 липня йому дозволено прийняти й носити наданий перським шахом орден Лева і Сонця 3-го ступеня з алмазними прикрасами.
- За велінням Намісника кавкавзького, князя М. С. Воронцова з 4 листопада 1848 року по 7 березня 1849 р. був відряжений до Персії для супроводження генерал-лейтенанта Шиллінга, відправленого «з кабінетним листом Державця Імператора до Його Величності Насреддін-шаха з нагоди його сходження на престол».
- 10 березня 1850 року Ахундову було надано чин поручика, 19 серпня 1852 року — штабс-капітана, а 30 грудня 1854 р. — капітана.
- 12 липня 1856 року йому, відповідно до подання командира Окремого Кавказького корпусу, генерал-ад'ютанта М. М. Муравйова, за відмінно-старанну службу, а також «за відмінність у справах супроти ворога упродовж кампанії минулого 1855 року в Азійській Туреччині», надано орден Святого Станіслава 3-го ступеня.
- 16 вересня 1857 року, на підставі маніфесту від 26 серпня 1856 року, отримав засновану в пам'ять про війну 1853–1856 років світло-бронзову медаль на Георгіївській стрічці.
- З 5 листопада 1857 по 5 жовтня 1858, за наказом намісника кавказького, Ахундова відряджено до дійсного штатського радника Коцебу, члена Ради Головного управління Закавказького краю на період проведення ревізії губернських та повітових закладів Еріванської губернії. У зв'язку з переформуванням Канцелярії намісника кавказького, 31 грудня 1858 року Ахундова призначено письмовим перекладачем у Головне управління намісника кавказького.
- 10 лютого 1859 року вдостоєний ордена Святої Анни 3-го ступеня. За клопотанням в.о. намісника кавказького, 31 грудня 1861 р. Ахундову надано чин майора міліції. З квітня 1864 року він став членом Кавказької археологічної комісії .
- 16 липня 1864 року наказом імператора йому дозволено прийняти й носити «наданий Й. В. султаном» орден Меджидіє 4-го ступеня.
- 15 жовтня 1864 року визначений перебувати при Кавказькій армії, надалі обіймаючи займану посаду письмового перекладача.
- За поданням намісника кавказького Великого князя Михайла Миколайовича, 12 січня 1866 р. нагороджений орденом Святого Станіслава 2-го ступеня, а 26 листопада «за працю в Археологічній комісії» імператорським наказом йому надано діамантову каблучку.
- У зв'язку з переформуванням Головного управління і Ради намісника кавказького, 1 січня 1868 р. Ахундова призначено перекладачем по департаменту Головного управління. 27 квітня йому дозволено прийняти й носити наданий шахом перським орден Лева і Сонця 2-го ступеня з зіркою. 25 грудня, за клопотанням намісника кавказького, імператор присвоїв Ахундову звання підполковника міліції.
- 5 квітня 1869 року імператорським наказом по військовому відомству Ахундова призначено перебувати при Кавказькій армії зі збереженням попередньої посади перекладача.
- 23 січня 1873 року йому присвоєно звання полковника міліції з одночасним перебуванням у Кавказькій армії та на посаді перекладача.
- Через ліквідацію посади перекладача департаменту Головного управління, 1 лютого 1875 року був зарахований до Головного управління намісника зі збереженням утримання по зазначеній посаді.
- 1 січня 1876 року був призначений перекладачем VII класу до Канцелярії начальника Головного управління намісника кавказького. Перебуваючи на цій посаді, Мірза-Фаталі Ахундов відійшов у інший світ.

## Творчість
Перший значний твір Ахундова — «Східна поема на смерть Пушкіна». Вона була створена ранньої весни 1837 року, коли до Тифліса дійшла звістка про загибель поета (твір підписаний псевдонімом «Сабухі», що означає «ранковий подих»), підрядково перекладена російською мовою засланим декабристом О.Бестужевим-Марлінським, незадовго до його загину восени того ж року, і надрукована у «Московському спостерігачеві». Ця елегія — не лише плач за Пушкіним, а й своєрідна поетична історія російської літератури, яка — за поемою — набула свого досконалого вираження у поезії Пушкіна. Часопис попередив публікацію вступом, де поему назвали «прекрасною квіткою», кинутою на могилу Пушкіна, а «чудовому таланту» молодого автора побажали успіхів. Беручи до уваги сувору колоніальну залежність Азербайджану, Ахундов перекладав багато своїх творів російською, бо усвідомлював, що шлях його рідної культури до світової слави пролягає саме через російську, і це виправдалося протягом тривалого часу. Крім названого Бестужева-Марлінського та іншого декабриста Володимира Одоєвського, в Тифлісі Ахундов також спілкувався з низкою інших видатних діячів культури — азербайджанськими письменниками Аббаскулі-агою Бакіхановим, Ісмаїлбеком Куткашенським, Касумбеком Закіром, родоначальником нового вірменського письменства Хачатуром Абовяном, визначними грузинськими літераторами Георгієм Еріставі та Григолом Орбеліані. Він також спілкувався з учасниками польських повстань — Листопадового 1830 року та Січневого 1863 року, що перебували у Тифлісі. Ахундов був знайомий з М. Ю. Лермонтовим, який певний час мешкав у цьому місті й навчався в нього азербайджанській мові; є гіпотеза, що сюжет Ашик-Кериба йому підказав Ахундов.
У 1850—1855 роках Мірза-Фаталі створив рідною мовою 6 п'єс із народного життя про побут і звичаї сучасного йому суспільства, тим самим заклавши основи національної драматургії та театру. Це — трагікомедія «Молла Ібрагім-Халіл — алхімік, володар філософського каменя» (1850), комедії: «Мусьє Жордан — ботанік і дервіш Масталі-шах, знаменитий чаклун» (1850, поставлена 1851 р. на приватній сцені у Петербурзі; журнал «Бібліотека для читання» назвав комедію «милою, живою, граціозною та оригінальною»), «Пригоди візира Ленкоранського ханства» (1850, поставлена у Тифлісі на російській сцені 1852 р.; її постановка 1873 р. любительською трупою в Баку стала початком азербайджанського театру), «Ведмідь — переможець розбійника» (1851), «Пригода скнари» (1852), «Правозахисники міста Тебриза» (1855). Автор висміює передсуди й фанатизм, невігластво і забобонність, лицемірство і святенництво, хабарництво і корисливість можновладців, продажність судочинства, боронить чесну працю, високі духовні якості, благородство і всебічну освіту.
Ахундов — автор першої азербайджанської реалістичної повісті, що стала класичною, — з оригінальним сюжетом, який підказала йому коротка фраза з давньої хроніки «Історія оздоблювача світу Шах-Аббаса». Фабула дозволила автору висловити свої демократичні переконання: тиран Шах-Аббас дізнається од звіздаря, що у певний день розташування зірок загрожуватиме його життю, і саджає на престол псевдо-шаха; призначеного зірками дня той гине і справжній шах знову посідає престол. За словами звіздаря: доля фатальна — її не минути, але вона й сліпа — її можна обійти. Він підказує шахові шлях до порятунку: той мусить добровільно і щиросердно відмовитися од престола, відійти од влади, стати звичайним бідняком Аббасом, поступившись троном грішникові, чиє життя нічого не варте, і коли руйнівна дія зірок упаде на голову псевдо-шаха — знову зійти на престол. Та фатум насторожі: всі повинні вважати грішника істинним шахом. Інакше зірки відчують обман, розшукають Шах-Аббаса, де б він не ховався, і погублять його. «Грішником» виявляється людина з народу, яка мріє про добробут людей і справедливе правління, «нечестивець», який таврує тиранію. Його врочисто зводять на престол, і новий шах, дивуючись дурості й забобонності придворних, починає видавати демократичні накази, дбати про щастя народу, про його освіту, очищає владу від усілякого мотлоху — титулованих дурнів, ледацюг і хабарників, скарбничних крадіїв, усуває з релігійного життя брехунів, шахраїв і вдаваних учених. Авторські гасла: знищити деспотичну владу, піднести простолюдина до державця, заступити освітою та наукою забобони й містику.
Втім, спостерігаємо парадокс: чим більше псевдо-шах старається зробити добра народові, тим більше викликає його роздратування, нерозуміння і ремствування: «Що в нас за шах? Хто нами править? Дивно, але ми не бачимо порубаних на частини людських тіл, які висять біля міської брами, — страшно, зате кров не застоюється! Новий шах, певно, людина смиренна, слабка — ні волі, ні могуті». Тому в день, провіщений зірками, народ збунтувався проти незбагненного шаха і скинув його. Аж ось, як із небуття, виник звіздар і, дізнавшись, що гроза, яку пророкували зірки, вибухнула над псевдо-шахом, урочисто повертає на престол Шах-Аббаса, який править країною вельми тривалий час, знущаючись із власного народу — адже відомо: від страху зароджується коли не любов, то вірність, послух і обожнювання.
Перу Ахундова належить літературна містифікація — художньо-публіцистична і суспільно-політична праця «Три листи індійського принца Кемалуддовле перському принцові Джалалудовле та відповідь на них цього останнього» (1864—1865), створена під впливом французьких просвітників, у якій автор з позицій матеріалізму й атеїзму виступає за науку і духовну свободу людини, за впровадження широкої освіти серед народу. Тут у сповідальній формі, що посилює емоційний вплив, як і в повісті «Обдурені зірки», викладено передові погляди на державний устрій, піддано різкій критиці релігійні догми й забобони, фанатизм, пов'язаний передусім з ісламом, хоча усі релігії автор вважає «порожнім привидом». Листи вважалися втраченими, але випадково були віднайдені та викуплені державою у внука Ахундова та надовго визначили напрям суспільно-філософської думки Азербайджану і певною мірою всього Закавказзя. Щоб забезпечити себе від гніву громадськості, незвичної до цивілізованого обговорення «бунтівних» ідей, Ахундов видав себе не за автора листів, а за їх власника, який бажає зробити їх зміст предметом загальної дискусії.
«На жаль, ви будете розгнівані, коли прочитаєте в листах Кемалуддовле, що той самий народ, якого вважають щасливим і спокійним за свій завтрашній день у тіні всевладного монарха, — найбільш неосвічена нація у світі!
Повелитель сидить у столиці, вважаючи, що володарювання — це лише засіб для того, аби дбати про тіло, коли навкруги бідність і голод. Він може безкарно розпоряджатися майном і життям на власну забаганку і бути предметом поклоніння підданих, повелителем бездушних рабів та кумиром дурних лестунів і продажних поетів, чуючи їхні вірші на манір таких: „Ти спокійно посідаєш свій трон, тоді як повелитель Візантії та володар Китаю тремтять від страху: перший — будучи приголомшений звуком твоїх сурм, а другий — громом барабана твого воїнства“.
Усякий державець, котрий поважає власну гідність і дорожить честю країни, радше посоромився би подібного володарювання і зрікся б трону, ніж принизився до такого ступеня і став посміховиськом цивілізованих народів. Ти, о мій народе! Ти числом і засобом у стократ перевершуєш деспота й тирана, тобі бракує лише єдності сердець і думок. Якби не ця вада, ти б легко подумав про себе і визволився не тільки від ланцюгів деспота, але й від кайданів безглуздих догм».
Листи, які мають азербайджанський, перський та російський оригінали, свого часу не були опубліковані, хоча автор докладав до цього чималих зусиль; вони викликали кардинальне несприйняття вчених Сходу і Заходу, яким він їх надсилав, багаторазово переписуючи. Критика ісламських догм і традицій, часом надто прямолінійна і не завжди доказова, призводила до значних родинних негараздів письменника (див. вище).
Ахундов — автор статей з питань філософії (про вчення Девіда Г'юма, релігійне сектантство — бабізм тощо), естетики й поетики, в яких він утверджує ідеї реалізму. Виступаючи проти формально-дидактичних праць, він писав, що «сьогодні такі твори вже не можуть принести користь народові. Нині корисними, такими, що відповідають смаку читача й інтересам нації, є [реалістична] драма і роман». При цьому додавав: «Істина, записана у формі ніжних батьківських настанов, не справляє жодного впливу на людей, які звикли до поганих вчинків. Ці настанови й проповіді викликають лише відразу в читача».
Ахундов став основоположником літературної критики в азербайджанській літературі. Він обстоював принципи реалізму та народності, поборюючи натуралізм і формалістичні прикрашання у мистецтві.
За життя автора всі його твори було видано російською мовою (в його ж перекладі), а також перською, французькою, англійською та німецькою. Єдине окреме україномовне видання трьох п'єс Ахундова вийшло 1980 року (перекладачі Олександр Петькун, Євгенія Димінська та Микола Упеник). На порталі «Поетичні майстерні» 2012 року опубліковано тлумачення повісті «Обдурені зірки» (переклад Василя Білоцерківського).

## Твори
- Şərq poeması (1837)
- Hekayəti Molla İbrahimxəlil Kimyagər (1850)
- Hekayəti Müsyö Jordan Həkimi-Nəbatat və Dərviş Məstəli Şah Cadükuni Məşhur (1850)
- Sərgüzəşti Vəziri-Xani Lənkəran (1850)
- Hekayəti Xırsi-Quldurbasan (1851)
- Sərgüzəşti Mərdi-Xəsis (Hacı Qara) (1852)
- Mürafiə vəkillərinin hekayəti (1855)
- Aldanmış Kəvakib (Hekayəti-Yusif şah) (1857)
- Fehristi-kitab (1859)
- Nəzm və nəsr haqqında (1862)
- Tənqid risaləsi (1862)
- Kəmalüddövlə məktubları (1865)

Видання:
- азербайджанською:

1. Əsərləri. 3 cilddə. Bakı: Şərq-Qərb, 2005, c.I, 296 s.; c.II, 376 s.; c.III, 296 s.

- російською:

1. Ахундов М. Ф. Обманутые звёзды. Баку: Детюниздат, 1957.
2. Ахундов М. Ф. Восточная поема на смерть А. С. Пушкина. Баку: Азернешр, 1982.
3. Ахундов М. Ф. Сочинения. — Б., 1987.

- українською:

1. Мірза-Фаталі Ахундов. Вибрані твори. — К.: Видавництво Дмитра Бураго, 2014. Онлайн-версія: http://ocls.kyivlibs.org.ua/vurgun/knigi_posolstvo/3.pdf [Архівовано 2 січня 2017 у Wayback Machine.]
2. Ахундов М. Ф. Пригоди скнари. — К., 1980.
3. Мірза-Фаталі Ахундов. Обдурені зірки. — http://maysterni.com/publication.php?id=82824 [Архівовано 12 вересня 2014 у Wayback Machine.].
4. Мірза-Фаталі Ахундов. Мусьє Жордан — вчений ботанік і дервіш Масталішах — знаменитий чаклун. — http://maysterni.com/publication.php?id=85300 [Архівовано 12 вересня 2014 у Wayback Machine.]
5. Мірза-Фаталі Ахундов. Ведмідь — переможець розбійника. — http://maysterni.com/publication.php?id=85301 [Архівовано 12 вересня 2014 у Wayback Machine.]
6. Мірза-Фаталі Ахундов. Ванда. — http://maysterni.com/publication.php?id=85059 [Архівовано 12 травня 2015 у Wayback Machine.]; аудіозапис: www.youtube.com/watch?v=g27IimFyUPI.
7. Мірза-Фаталі Ахундов. Вірші («Звідкіль цей галас…», «Лиш славу добру…», «Їх шал наслідувать…»). — http://maysterni.com/publication.php?id=85058 [Архівовано 12 вересня 2014 у Wayback Machine.]; аудіозапис: www.youtube.com/watch?v=WlDZiJ6A5MI.
8. Мірза-Фаталі Ахундов. Поема на смерть Пушкіна. — http://maysterni.com/publication.php?id=85299 [Архівовано 12 вересня 2014 у Wayback Machine.]; аудіозапис: http://www.youtube.com/watch?v=eM42__J3rWU

## Вшанування
На честь Мірзи-Фаталі Ахундова названо:
- Азербайджанську національну бібліотеку;
- Азербайджанський національний театр опери та балету;
- численні вулиці, культурно-мистецькі заклади тощо.

2012 року вийшов фільм «Посол світанку», присвячений життєдіяльності М.-Ф. Ахундова, у якому головну роль зіграв народний артист Азербайджану Расім Балаєв.
Цього ж року встановлено пам'ятник Ахундову на подвір'ї Бібліотеки іноземної літератури у Москві (раніше були монументи у Баку та Шекі).
У 2021 році в Україні у Харкові у сквері Мислителів (вул. Полтавський Шлях, 22) встановлена скульптурна композиція з трьох фігур мислітелів: Г. С. Сковороди, М. Ф. Ахундова, А. Кунанбаєва (скульптор Сейфаддін Алі-огли Гурбанов) /2.С.1/.
До ювілеїв Ахундова видано поштові марки: СРСР — 1962 рік та Республіки Азербайджан — 2012 рік.